# Felipe Garcia
Felipe Garcia (født 6. november 1990) er en brasiliansk fodboldspiller.